# Yaël Braun-Pivet

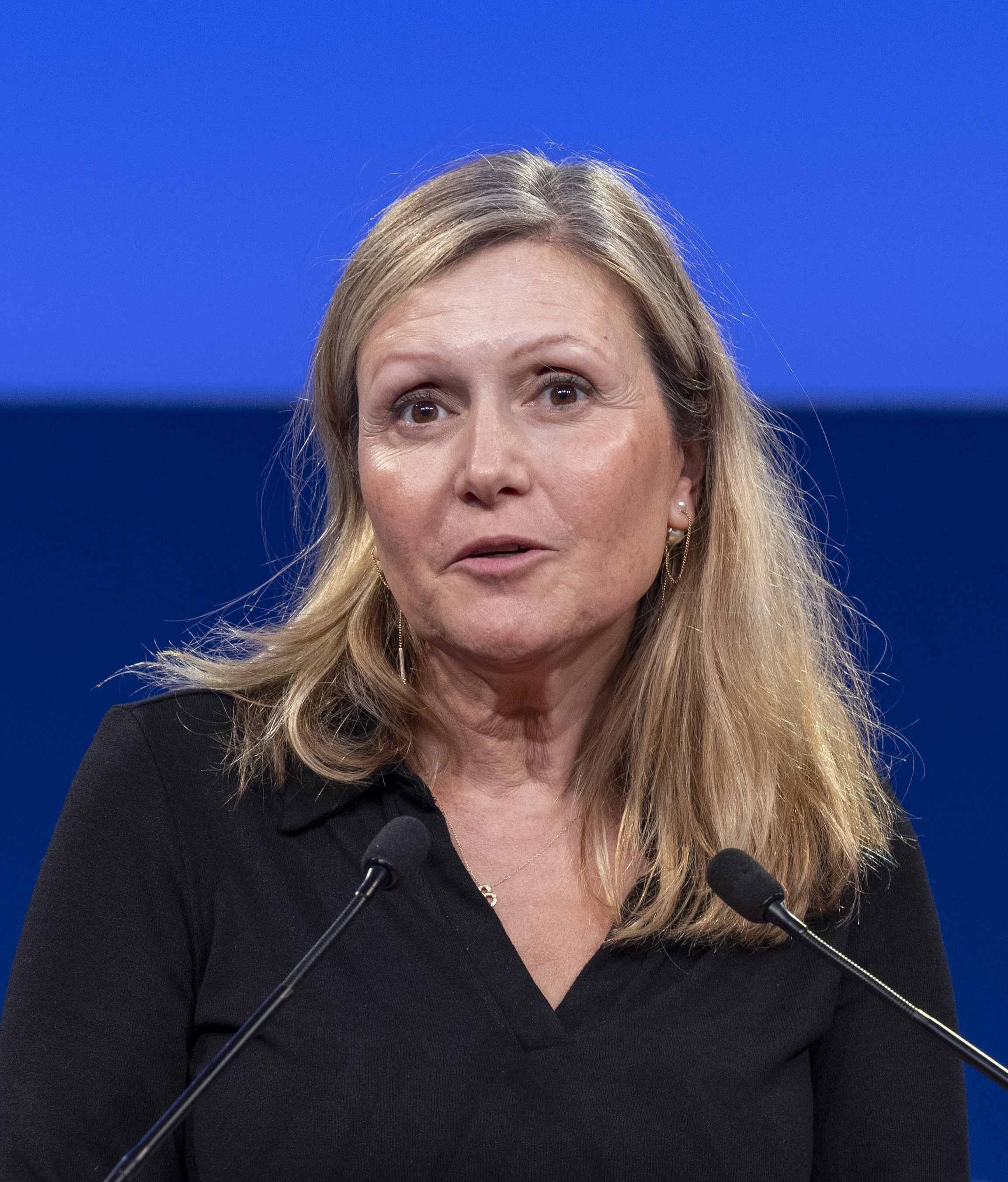
Yaël Braun-Pivet (2017)

Yaël Braun-Pivet (geboren am 7. Dezember 1970 in Nancy) ist eine französische Politikerin (LREM). Sie ist seit dem 28. Juni 2022 Präsidentin der Nationalversammlung. Zuvor war sie kurz Ministerin für die Überseegebiete.

## Leben
Yaël Braun-Pivet hat jüdische Vorfahren aus Deutschland und Polen, ihre Großeltern flohen in den 1930er-Jahren vor antisemitischer Verfolgung nach Frankreich. Nach dem Jurastudium an der Universität Paris-Nanterre praktizierte sie bis 2003 als Anwältin für Strafrecht. Dann folgte sie ihrem Mann, der als Manager bei L’Oréal in Taiwan, Japan und Portugal arbeitete. Sie haben fünf Kinder. Nach ihrer Rückkehr nach Frankreich im Jahr 2012 erwarb sie einen Master 2 in Wirtschaftsrecht und Gesellschaftsrecht und gründete ein Start-up-Unternehmen, das sich auf kurze Aufenthalte in Gästezimmern spezialisierte, bevor sie sich auf ehrenamtliche Tätigkeiten bei den Restos du cœur konzentrierte.
Braun-Pivet war bis 2016 Anhängerin der Parti socialiste, danach schloss sie sich der Bewegung En Marche von Emmanuel Macron an. Bei den französischen Parlamentswahlen 2017 wurde sie als Kandidatin der LREM zur Abgeordneten des fünften Wahlkreises im Département Yvelines gewählt und besiegte dabei den langjährigen Vertreter dieses Wahlkreises, Jacques Myard von den konservativen Républicains. Sie wurde zur Vorsitzenden des Ausschusses für Verfassung, Gesetzgebung und Verwaltung (Commission des lois constitutionnelles, de la législation et de l’administration générale de la République) in der Nationalversammlung gewählt.
Nach seiner Wiederwahl ernannte Präsident Macron sie am 20. Mai 2022 zur Ministerin für die Überseegebiete im Kabinett Borne. Kurz darauf reiste sie auf die französische Karibikinsel Guadeloupe und setzte sich für die Errichtung einer Gedenkstätte für die Opfer der Sklaverei ein. Bei der Parlamentswahl im Juni 2022 wurde Braun-Pivet erneut zur Abgeordneten des 5. Wahlkreises im Département Yvelines in die Nationalversammlung gewählt. Anschließend stellte die Präsidentenkoalition Ensemble sie als Kandidatin für den Vorsitz der Nationalversammlung auf. Daraufhin wurde sie am 26. Juni, nach nur fünf Wochen, aus ihrem Ministeramt entlassen.
Braun-Pivet wurde am 28. Juni 2022 von den Abgeordneten zur Präsidentin der Nationalversammlung gewählt. Sie hat damit das protokollarisch vierthöchste Amt im Staat inne. Zu Beginn des Kriegs in Israel und Gaza seit 2023 sprach sie sich für eine „bedingungslose“ Unterstützung Israels aus. Nach Kritik von der linken Opposition für ihre Wortwahl, erklärte sie dass die bedingungslose Unterstützung für das Existenzrecht Israels gemeint war und nicht für die rechtsextreme Regierung Israels, welche die Kolonisation des Westjordanlandes befürwortet. Nach der Neuwahl vom Juni 2024 wurde sie am 18. Juli 2024 erneut zur Präsidentin der Nationalversammlung gewählt.